# リチェンゴ
リチェンゴ（伊: Ricengo）は、イタリア共和国ロンバルディア州クレモナ県にある、人口約1,700人の基礎自治体（コムーネ）。

## 地理

### 位置・広がり

#### 隣接コムーネ
隣接するコムーネは以下の通り。
- カミザーノ
- カザーレ・クレマスコ＝ヴィドラスコ
- カザレット・ディ・ソプラ
- クレーマ
- オッファネンゴ
- ピアネンゴ
- セルニャーノ

### 気候分類・地震分類
気候分類では、zona E, 2399 GGに分類される。
また、イタリアの地震リスク階級 (it) では、zona 3 (sismicità bassa) に分類される。

## 行政

### 分離集落
リチェンゴには、以下の分離集落（フラツィオーネ）がある。
- Bottaiano, Castello, Obizza, Portico